# Huélamo
Huélamo é um município da Espanha, na província de Cuenca, comunidade autônoma de Castela-Mancha. Tem 79 km² de área e em 2021 tinha 78 habitantes (densidade: 1 hab./km²). Limita com os municípios de Cuenca, Valdemeca e Valdemoro-Sierra.